# Brainiac 5
Brainiac 5 (cuyo nombre es Querl Dox) es un personaje ficticio que existe en los siglos 30 y 31 del universo de DC Comics. Él es un miembro de larga data de la Legión de Superhéroes, Liga de la Justicia y pertenece al planeta Colu.
La primera versión de acción real del personaje apareció como un personaje regular en la quinta temporada y un personaje recurrente en la séptima temporada de Smallville, interpretado por James Marsters. Brainiac 5 se introduce en la tercera temporada de Supergirl, interpretado por Jesse Rath. Se convirtió en parte del elenco principal en la cuarta temporada. Una versión femenina de Brainiac 5 de un universo alternativo apareció en la quinta temporada de Supergirl, interpretada por la hermana de Rath, Meaghan Rath.

## Historia de la publicación
Brainiac 5 apareció por primera vez en Action Comics #276 (mayo de 1961) y fue creado por Jerry Siegel y Jim Mooney.

## Biografía del personaje

### Continuidad original (1958-1994)
Brainiac 5 es un adolescente de piel azul y cabello blanco del planeta Colu, que afirmó ser descendiente del Brainiac original, uno de los enemigos más peligrosos de Superman. Deseaba unirse a la Legión como expiación por las fechorías de su tatarabuelo. Cuando Brainiac 1 se reveló como un androide creado por los Tiranos de la Computadora, Brainiac 5 "descubrió" que en realidad descendía de Brainiac 2, el líder de la rebelión contra los tiranos, además de ser el clon del Brainiac original. El ingenio de Brainiac 5 llevó a la invención de, entre otras cosas, el anillo de vuelo de la Legión (perfeccionando una invención del original Invisible Kid basado en un metal descubierto por Mon-El), el suero anti-plomo que permitió a Mon-El dejar el Phantom Zone y el cinturón de campo de fuerza que se convirtió en el dispositivo de firma del personaje. Otra de las creaciones de Brainiac 5 tuvo efectos menos beneficiosos: la super computadora Computo, que intentó apoderarse del mundo, matando a uno de los tres yoes de Triplicate Girl en el proceso. Él destruyó con éxito su creación con "una fuerza anti-materia", pero esto destacó uno de sus principales defectos: la costumbre de iniciar proyectos sin tener en cuenta los peligros. Un ejemplo mucho más tardío fue su transformación del científico compañero Profesor Jaxon Rugarth en el hombre infinito psicótico y todopoderoso junto con el legionario honorario Rond Vidar.
Con el paso del tiempo, Brainiac 5 comenzó a ser descrito como inestable. Largamente atraído por Supergirl, Brainiac 5 creó un robot duplicado de ella en su sueño, convenciéndose de que esta era la verdadera Supergirl. Unos años después la Legión se encontró con Pulsar Stargrave, un villano que convenció a Brainiac 5 de que él era el padre perdido de Coluan. Brainiac 5 se unió a Stargrave para luchar contra el hechicero Mordru, pero la influencia del androide lo perseguiría mucho después de eso. Se afirmó en Superboy #225 que Stargrave era en realidad el original de Brainiac, pero la verdad es incierta.
Cuando Stargrave asesina a la exnovia de Ultra Boy, An Ryd, Brainiac 5 encuadra a Ultra Boy por el asesinato. Chameleon Boy, quien sospechó de Brainiac 5 desde el principio, encuentra pruebas cuando la locura de Brainiac lo lleva a un intento de destruir el universo usando la Máquina Milagrosa, un dispositivo que convierte los pensamientos en realidad. Él es detenido por Matter-Eater Lad, quien se come la máquina, y ambos quedan comprometidos con una institución mental (las energías de la Máquina han vuelto loco a Matter-Eater Lad). Brainiac 5 finalmente recupera su cordura y se reincorpora al grupo. Poco después, sin embargo, es acusado de haber asesinado a la exnovia de Ultra Boy. Para demostrar su inocencia, encuentra a Stargrave y lo derrota. Más tarde logra curar la locura de Matter-Eater Lad. Alrededor de este tiempo, corrige otro de sus errores al encontrar una forma de controlar a Computo.

### Crisis en tierras Infinitas
Brainiac 5 entra en un estado de profunda melancolía en el milenio de la muerte de Supergirl a manos del Anti-Monitor durante Crisis on Infinite Earths y voló al infierno y terminó con su vida. Sin embargo, como la Crisis eliminó a Supergirl de la existencia, Brainiac 5 (y todos los demás) no la recuerdan. Más allá de esto, sin embargo, la historia de Brainiac 5 no se vio relativamente afectada por la crisis, aunque pasaría algún tiempo antes de que recibiera un origen que reflejara el nuevo Brainiac 1. Tras la muerte del universo de bolsillo Superboy, Brainiac 5 es uno de varios Legionarios que juran venganza contra Time Trapper. Para este fin, recreó al Infinite Man. El Infinite Man y Time Trapper aparentemente se destruyen entre sí, pero Brainiac 5 se retira de la Legión después de haber sido acusado de asesinar al profesor Rugarth. Él vuelve a unirse en Legion of Super-Heroes Vol.3 # 63 (agosto de 1989), poco antes de la "Brecha de cinco años".

### "Brecha de cinco años"
Cinco años después del final de las "Guerras Mágicas", las cosas cambiaron radicalmente para los héroes, especialmente la disolución de la Legión y una guerra en curso con el Imperio Khund, que resultó en que el gobierno de la Tierra (Earthgov) firmara un acuerdo con la Dominators. Cuando comenzó Legion of Super-Heroes Vol.4, Brainiac 5 se dedicó a encontrar una cura para la peste Validus, una virulenta enfermedad que había afectado a todo un planeta y había paralizado al antiguo Lightning Lad, Garth Ranzz. Poco después del inicio de Legion Vol.4, una retrocontinuidad eliminó casi por completo a la familia de personajes de Superman de la continuidad de la Legión. Supergirl fue reemplazada por Laurel Gand, un descendiente daxamita del hermano de Lar Gand. A diferencia de Supergirl, ella era una nativa del siglo 30. Brainiac 5 y Laurel tenían una relación, pero la pareja finalmente se separó y se convirtió en la esposa de la ley común de Rond Vidar (un aliado de la Legión y los Linternas Verdes que había sido un amigo cercano de Brainiac 5).
Brainiac 5 se unió a otros legionarios en la búsqueda del pirata espacial Roxxas y estuvo presente cuando el equipo se reestructuró oficialmente. La Legión reensamblada repelió una flota de invasión de Khund, y se enfrentó a Darkseid, pero poco después, fue arrastrada a la guerra contra el corrupto Earthgov y los Dominators. Durante la dominación de los Dominators de la Tierra, los miembros de su altamente clasificado "Batch SW6" escaparon al cautiverio. Originalmente, Batch SW6 parecía ser un grupo de clones de legionarios adolescentes, creados a partir de muestras aparentemente tomadas justo antes de la muerte de Ferro Lad en manos del Sun-Eater. Más tarde, se revelaron como duplicados de tiempo-paradoja, tan legítimos como sus contrapartes más antiguas. Después de que la Tierra fue destruida en un desastre que recuerda la destrucción de Krypton durante un milenio antes, unas pocas docenas de ciudades sobrevivientes y sus habitantes reconstituyeron su mundo como Nueva Tierra. Los legionarios SW6, incluida su versión de Brainiac 5, permanecieron.
No mucho después de la destrucción de la Tierra, Brainiac 5 descubrió que la corriente temporal era extremadamente inestable, y que la historia de la Legión estaba en constante cambio. Esta fue la primera indicación de Hora Cero, el evento que llevaría a la historia completa de la Legión siendo reiniciada. Durante una batalla con Glorith, una hechicera que deforma el tiempo, Brainiac 5 fue rápidamente envejecido y convertido en un anciano desgastado y debilitado. Debido al trauma de este rápido envejecimiento, la personalidad ya espinosa de Brainiac empeoró y se volvió más frío, más clínico e incluso amoral. Cuando la Legión se vio obligada a huir como fugitivos después de ser enmarcada por Universo y el Imperio Khund, Brainiac usó un traje de combate de alta tecnología para proteger su nuevo cuerpo devastado, y pasó al simple apodo de "5". Cuando "Hora cero" cayó sobre la Legión, Brainiac 5 redobló sus esfuerzos para salvar la corriente de tiempo y la realidad como lo conocía el siglo 30. A pesar de la brillantez de Brainiac y su joven contraparte de SW6 combinados, no pudieron evitar ser absorbidos por la entropía temporal, y su línea de tiempo fue reiniciada.

### Continuidad al reinicio de Hora cero (1994-2004)
Tras el evento Hora Cero y el reinicio de la Legion, el "nuevo" Brainiac 5 fue extremadamente antisocial e irrespetuoso con sus colegas. Apenas interactuó con los otros legionarios, aunque todavía estaba algo atraído por Laurel Gand, ahora llamada Andrómeda, que ahora también era una especie de forastera. Cuando se creía que Andrómeda había sido asesinada, él era la única persona que realmente la echaba de menos, una experiencia desgarradora para alguien que solía reprimir la emoción. Más tarde se reveló que, incluso entre los coluan, Querl Dox había sido algo solitario, debido a su inteligencia aún más elevada, su interés en los experimentos prácticos más que en el pensamiento "puro" y la falta de preocupación por las consecuencias de sus experimentos. También se reveló que su madre, Brainiac 4, lo había abandonado al nacer, ya que no tenía ningún vínculo emocional con su hijo recién nacido. De niño, fue cuidado por robots y casi no tuvo contacto con otras personas vivas, sin desarrollar habilidades sociales. Después de haber creado un método de viaje de regreso al siglo XX, que condujo al rescate de valor miembro de la Legión, Brainiac 5 fue arrestado por un viaje en el tiempo no autorizado. Más tarde fue indultado cuando R.J. Brande se convirtió en presidente de los planetas unidos.
Además de enamorarse de Andrómeda, Brainiac 5 tenía un alijo secreto de holo-colección lujuriosa con la propia Andrómeda, Dreamer (Nura Nal), Spark (Ayla Ranzz) y otro compañero legionario cuyo alias comienza con "In-" (obviamente Invisible Kid (Lyle Norg)), y probablemente otros compañeros (entre chicos y chicas). Antes de eso, en un momento de raro arrebato emocional, Brainy besa la mejilla de Invisible Kid cuando lo encuentra de nuevo, y justo después se siente avergonzado.

#### Atrapado en elsigloXX
Brainiac 5 fue uno de varios legionarios atrapados en el siglo XX. Él gastó sus esfuerzos luego tratando de encontrar un camino de regreso a su propio tiempo usando equipos del siglo XX. Finalmente produjo una computadora capaz de hacer esto, utilizando un Omnicom del siglo 30, una Caja Madre de los Nuevos Dioses cedida por Metrón y el respondedor de Veridium de los Hombres de Metal. Desafortunadamente, esto se convirtió en la Hora posterior a cero C.O.M.P.U.T.O. La Legión tuvo que derrotarlo y separarlo en sus piezas componentes antes de regresar a su propio tiempo. Mientras que en el siglo XX, también se encontró con sus antepasados, Brainiac y Vril Dox II, así como la supergirl posterior a la Crisis. Irónicamente, se sintió atraído por Supergirl debido a su similitud con Andromeda (algunas historias sugerían que la atracción de Brainiac 5 por las mujeres rubias altas estaba relacionada con su deseo de encontrar a su madre, una rubia alta que lo había abandonado al nacer).

#### Actualización: Brainiac 5.1
A su regreso, fue parte de un equipo que investigó una misteriosa anomalía espacial. La anomalía lo "actualizó": ahora era más considerado con los demás y había mejorado enormemente las habilidades de las personas. También interiorizó su aparato de escudo de fuerza. Tras su regreso de la anomalía espacial, se formó una amistad con su compañero de equipo Gates, quien apodó al mejorado Querl Dox "Brainiaon", investigó la organización criminal/terrorista llamada el Círculo Oscuro. Querl supo que su madre, Brainiac 4, era la líder del Círculo Oscuro, después de haber descubierto que la destrucción masiva era lo único capaz de hacerla sentir emociones. El impacto de esto casi hizo que volviera a su yo anterior y distante. Aunque no revirtió, comenzó a ser algo sarcástico y impaciente nuevamente. También comenzó a investigar sin volver a considerar las consecuencias, transformando inadvertidamente al equipo en una "Legión Bizarro".

#### Legión perdida
Brainiac 5.1 estaba entre los legionarios que fueron lanzados a una galaxia distante cuando la red Stargate se cerró. Pasaron un año viajando por la "Galaxia Perdida". Durante este tiempo, sintió una gran cantidad de estrés, ya que todos sus compañeros de equipo creían que podía idear una forma de llevarlos a casa, además de todas las demás responsabilidades que le imponían las circunstancias de su situación. Hasta que finalmente le confesó a Saturn Girl, que no tenía ni idea de cómo llevarlos a casa, o incluso dónde estaba "su casa", en relación con su ubicación. En la misma conversación, también se quejó de que "siempre había odiado [su] mejora de nombre", y al salir, además de tranquilizarlo, ella insistió en volver a etiquetarlo como "Brainiac cinco", y dejó caer el "1" de su nombre a partir de entonces. Eventualmente, utilizando las habilidades de rastreo de su compañero Shikari y una puerta interdimensional que habían encontrado antes, pero se vieron obligados a irse, llevándolos a casa. A su regreso, Brainiac comenzó a desarrollar un reemplazo para los Stargates, basado en la entrada "umbral" que habían usado para regresar de la Galaxia Perdida. Restaurando la conexión con el planeta Xanthu, supieron que había estado en guerra con Robótica, el "planeta natal del robot", hasta que desaparecieron misteriosamente. El líder de Robótica fue revelado como C.O.M.P.U.T.O. Se lanzó un equipo de ataque contra él, pero Brainiac 5 lo engañó para que se modernizara, por lo que ya no buscó venganza. Se reveló que los Coluan desaprobaban la inteligencia artificial, sin embargo, Brainiac 5 se convirtió en un paria en su mundo natal por salvar la vida de la máquina de la destrucción.

### DC One Million
Durante el reinicio del apogeo de la Legión, están tangencialmente involucrados en el crossover DC One Million, donde se muestra al público la "Legión de la Justicia L" del siglo 853. Basada libremente en los miembros de la Legión del siglo 31, la Legión de Justicia L tiene la tarea de proteger los restos de los Planetas Unidos, en ese punto reducido a un pequeño sistema de mundos unidos por un poderoso núcleo magnético centrado en Braal. Varios de los planetas involucrados se habían fusionado para formar nuevos mundos simbióticos, incluido Colu-Bgztl. La Legión de la Justicia L incluye a Brainiac 417, una contraparte de Brainiac 5 que es de este mundo combinado particular: Brainiac 417. Como todos los miembros de su raza, combina la superinteligencia con un estado efímero e intangible; Brainiac 417 parece ser un cerebro verde brillante dentro de un cuerpo humanoide transparente. Se dice que su raza se ha convertido en seres de pura inteligencia y pensamiento. Brainiac 417 no es el líder de Legión de la Justicia L (ese deber recayó en Cosmicbot), pero es uno de los miembros más valiosos, y se ha demostrado que ha integrado sus tecnologías hasta el punto en que puede retroceder mil años para reclutar una versión anterior de Superboy con el propósito de salvar el día.

### "Tercera" continuidad (2004-2009)
En el volumen 5 del título de la Legión de Superhéroes, Brainiac 5 es descrito como similar a su antecesor Vril Dox II en L.E.G.I.O.N.. Es tan arrogante e irreflexivo con los demás como la versión anterior fue inicialmente, pero es más conocedor de la política. Tiene una tendencia a poner en marcha planes sin consultar al líder de la Legión, Cosmic Boy, quien sospecha que planea un golpe. También tiene problemas con Dream Girl ya que odia que ella sea capaz de predecir el futuro sin medios científicos. "Brainy" también se puso nerviosa cuando le dijo que algún día se casarían. Cuando la mataron durante el ataque de "Terror Firma" contra la sede de la Legión en la Tierra, se obsesionó con "pensar en la muerte". En un experimento fallido para devolverle la vida, logra almacenar su conciencia en su propia mente subconsciente, permitiendo a la niña interactuar con él en sus sueños, y seguir usando su precognición en su nombre. Después de la desaparición de Cosmic Boy, Brainiac 5 se convirtió en el asesor del líder de la Legión Supergirl y más tarde en Lightning Lad.
Brainiac 5 finalmente propone a Dream Girl después de pasar la noche juntos en la que Dream Girl habitaba el cuerpo de un espiritista, sin embargo, en la misma noche, Princesa Projectra tiene sus propios impulsos y emoción primitiva y reprimida, ataca brutalmente a Dream Girl a su regreso a La mente de Querl, golpeándola brutalmente y sacando sus ojos, dejando a la niña ciega e impotente, con la esperanza de despojar a Brainiac 5 de su consejería constante. Más tarde logra convertir su sueño en realidad cuando, forzado a reconstruir nuevos cuerpos para sus compañeros, destrozado por una raza de alienígenas digitalizados mientras está conectado al ciberespacio, crea un nuevo cuerpo para Dream Girl, imprimiendo su personalidad, en el cuerpo clonado. Exitoso en su intento, que, a pesar de las previsiones de Nura, incluso restauró su vista perdida, Brainiac 5 felizmente extiende a todos los legionarios su invitación a su matrimonio, tomados de la mano con su futura novia resucitada.
Desconocido por Brainiac 5, el lado oscuro de su mente, el avatar de sus impulsos reprimidos y sentimientos oscuros, recibió un cuerpo físico por parte de la Princesa Projectra y fue enviado al cuerpo físico.

### Post crisis infinita (2007)
Los eventos de la miniserie Crisis infinita aparentemente han restaurado un análogo cercano de la Legión a la continuidad pre-crisis, como se ve en el argumento de la historia de "The Lightning Saga" en Justice League of America y Justice Society of America, y en "Superman and the Legion of Super-Heroes" en el arco de la historia Action Comics. Esta encarnación de la Legión comparte aproximadamente la misma historia que la Legión original hasta los eventos de Crisis on Infinite Earths.

#### La saga de los rayos
El Brainiac 5 original del universo Pre-Crisis apareció brevemente en el crossover Justice League/Justice Society Lightning Saga. Fue revelado como el cerebro detrás del plan de la Legión para regresar al siglo XXI para recuperar a alguien conectado a Flash. Al final de la trama, se vio a Brainiac 5 sosteniendo uno de los pararrayos que usaban los Legionarios en la Tierra del siglo XXI, y les dijo a sus compañeros que la Legión había obtenido lo que buscaba. Sin embargo, la agenda de Brainiac 5 no termina ahí; en las páginas de Countdown, Luornu Durgo llegó al presente para evitar que Karate Kid regrese al siglo 31, explicando que Brainiac 5 dice que los dos tienen otra misión en la actualidad.

#### Superman y la Legión de Superhéroes
En esta historia de seguimiento de Lightning Saga (Teniendo lugar en Action Comics #858-863), Brainiac 5 se hace pasar por dictador tiránico de Colu, pero solo para retrasar Colu, que es la cabeza de playa estratégica de un ataque de United Planets en Tierra, y evitar que completen sus cálculos. Brainiac todavía posee el Lightning Rod, y afirma que la persona que está dentro es crucial para detener la "Crisis del siglo 31". Sin embargo, se descubre su ardid, y Brainiac se va con la Legión, con solo cuatro horas hasta que los Planetas Unidos vayan a la guerra. Después de que Superman y la Legión derrotan a Earthman y su "Liga de la Justicia de la Tierra", y convencen a la armada para que se retire, Brainiac 5 le dice a Superman que la Legión no lo olvidará esta vez.

#### Crisis final: Legión de los tres mundos
En este enlace de Crisis final, Brainiac 5 es llevado al punto de quiebre después de ser desterrado por Colu, y por la xenofobia continua de la Tierra. Considera abandonar la Legión, pero está convencido de seguir siendo una manera de demostrar que todos sus detractores están equivocados. Cuando Superboy-Prime ataca a Takron-Galtos y libera a la Legión de Super-Villanos, Brainiac 5 informa a sus compañeros Legionarios de su plan para reclutar a sus versiones posterior Zero Hour y los "Threeboot" para ayudar. Su plan tiene éxito, y Brainiac se encuentra con sus almas alternativas de otras dos realidades. La versión de "Threeboot" de Brainiac se rehúsa a trabajar con su ser más viejo, debido a su naturaleza rebelde, mientras que la versión posterior a Zero Hour ve a su contraparte más vieja como más sabia y experimentada, e intenta mediar entre sus almas alternativas. A pesar de sus diferencias, las tres versiones de Brainiac 5 trabajan juntas para poner en marcha las fases finales del plan maestro de contingencia de Brainiac contra Superboy-Prime. Este plan, que involucró las resurrecciones de los enemigos de Superboy-Prime Bart Allen/Kid Flash (cuya esencia estaba en el pararrayos) y Connor Kent/Superboy, fue ideado hace mucho tiempo cuando Brainiac 5 fue advertido de la llegada de Prime por una de las profecías de Dream Girl.

### Los nuevos 52
Brainiac 5 parece no verse afectado en gran medida por los cambios de la miniserie Flashpoint (el reinicio de todas las historias de DC Comics), como es si lo fue para la Legión de Superhéroes en general. Sin embargo, el término "Brainiac" ya no es su nombre, sino un título honorable. Esto agrega comprensión a los arcos de apertura de Action Comics Vol.2 (2011) de Grant Morrison, donde un extraterrestre está robando y embotellando ciudades, un acto generalmente cometido por Brainiac, pero que solo se llama "el Coleccionista".

### Renacimiento
Un Brainiac 5 más joven aparece brevemente durante Justice League Vol.3 (2017) por Bryan Hitch, aunque desconectado de la Legión. Él tampoco es mencionado por su nombre, solo como el "niño inteligente" de Cyborg. Después de analizar la tecnología Eterno con contactos especializados, le presta a Cyborg su brazalete de vuelo prototipo, marcado con el sigilo Brainiac, para que el miembro de la Liga pueda alcanzar el arma.

## Poderes y habilidades
Brainiac 5 posee un intelecto de duodécimo nivel que le otorga habilidades de cálculo sobrehumanas, una memoria increíble y un conocimiento técnico excepcional. En comparación, la Tierra del siglo XX como un todo constituye un intelecto de sexto nivel, y la mayoría de sus compañeros Coluan tienen un intelecto de octavo nivel. La Tierra del siglo 31 como un todo es un intelecto de noveno nivel. Su increíble memoria le permite conservar el conocimiento de los eventos que todos los demás personajes olvidan, como la primera reunión de las tres diferentes legiones.
La versión Post-Zero Hour de Brainiac 5 se mostró en varios números para poder ponderar doce líneas de pensamiento simultáneamente. Cuando un titán renegado leyó su mente, descubrió que su subconsciente, generalmente la parte más activa y caótica de la mente, era menos activa que sus doce pensamientos conscientes simultáneos. Queda por ver si otra versión de Brainiac también exhibe este rasgo.

### Equipamiento
Dado que Brainiac 5 procesa una mente súper inteligente, su principal método para ayudarse a sí mismo y a sus compañeros legionarios ha sido siempre a través de dispositivos que él mismo inventó. Su papel principal en cualquier versión de la Legión siempre ha sido el del científico. Uno de sus inventos más importantes es el Anillo de Vuelo de la Legión, que él o bien ha inventado o ha tenido un papel importante en la creación de varias versiones de la Legión. Otra invención, que ha demostrado ser invaluable para él, es el cinturón de campo de fuerza que ha seguido siendo su método principal de defensa propia en los casos en que se encontró en la batalla en cada versión de la Legión.
En recientes números de La Legión de los Superhéroes, el cinturón de campo de fuerza de Brainiac 5, uno de sus inventos de firma, ahora ha sido relegado a uno de los predecesores del título, con Brainiac 5 llamando a la invención una parte irremplazable de su historia familiar.
En varias historias, otra invención suya ha sido el superordenador C.O.M.P.U.T.O. Esta máquina se ha incluido en la mayoría de las versiones de la Legión, pero siempre se vuelve a trabajar en la historia para adaptarse a la situación requerida. Brainiac 5 modificó la "Esfera del tiempo" para crear la "Burbuja del tiempo" que usó para viajar en el tiempo para enviar o traer otros personajes de DC hacia y desde el siglo 31. Otros métodos de viaje que no han implicado viajes en el tiempo han incluido dispositivos tales como los desarrollos en la tecnología Threshold y el teletransportador de conducto de gusano.
No todos los inventos de Brainiac 5 han demostrado ser útiles para la Legión. Ambas versiones de C.O.M.P.U.T.O. cada uno resultó estar entre los peores errores de Brainiac 5. Si bien no fue un producto de su propia investigación, sino más bien datos robados, Brainiac 5.1 también logró crear versiones Bizarro de muchos de los miembros de la Legión.

## En otros medios

### Televisión

#### Acción en vivo
- Brainiac 5 aparece en la serie de acción en vivo de Smallville. En el episodio de la octava temporada "Legion", Clark Kent y tres legionarios (Lightning Lad, Saturn Girl y Cosmic Boy) extraen a Brainiac del cuerpo de Chloe Sullivan, dejando a sus nanobots como una bola de metal condensada, intentando reutilizar cualquier programación que puedan usar desde el núcleo para ser más amable. Brainiac 5 aparece en el episodio de la temporada diez "Homecoming", visitando a Clark para mostrar el pasado, el presente y el futuro y ayudar a Clark a aceptar la oscuridad en su propio corazón en preparación para una próxima confrontación con Darkseid. El actor James Marsters, que interpretó a Brainiac en Smallville, volvió a interpretar a Brainiac 5.[26] El personaje de Brainiac 5 ha sido descrito por los productores como "un pez resbaladizo con una brújula moral cuestionable" a pesar de la reprogramación.

- Brainiac 5 aparece en los programas de televisión ambientados en Arrowverso interpretado por Jesse Rath.[27]
  - Brainiac 5 aparece en la tercera temporada de Supergirl. Aparece como miembro de la Legión de Superhéroes. Primero fue mencionado solo como Querl en el séptimo episodio, "Wake Up", por Mon-El. Sin embargo, en sus posteriores apariciones, sus compañeros legionarios, Mon-El e Imra Ardeen lo llaman "Brainy". En el final de temporada, su período de tiempo local se ha vuelto inhabitable y permanece en el siglo XXI. Rath fue ascendido a regular de la serie para la cuarta temporada. Después de que el período de tiempo de su hogar se vuelve habitable para él, se queda atrás y se une al Departamento de Operaciones Extranormales (DEO).[28] En la temporada 4, Brainy ayuda a Supergirl, Detective Marciano y el D.E.O. en su lucha contra los Niños de la Libertad liderados por el Agente de la Libertad, así como el plan de Lex Luthor para desacreditar a Supergirl. Además, también actúa como mentor de Nia Nal, una antepasada de Dream Girl, cuando le enseñó a dominar sus habilidades; una relación romántica entre ellos eventualmente se desarrolla. J'onn, Brainy y Nia más tarde intentan infiltrarse en una base del gobierno para salvar a los extraterrestres aprehendidos allí. Mientras J'onn y Nia son capturados, los agentes electrocutan a Brainy, lo reinician inadvertidamente y hacen que sea exactamente como sus antepasados. Se escapa y traiciona a J'onn y Nia, haciéndolos deportar con todos los demás alienígenas allí. Después de ver a Nia Nal en peligro de muerte, las emociones de Brainy regresaron y volvió a la normalidad. Durante la quinta temporada, continúa explorando su relación con Dreamer, pero después de la Crisis, un encuentro con algunos de sus doppelgangers sobrevivientes de otras Tierras incita a Brainy a desactivar algunos de sus inhibidores de personalidad para maximizar sus capacidades intelectuales y oponerse a los planes de la organización Leviathan, lo que lo lleva a aliarse con Lex Luthor para oponerse adecuadamente a Leviathan, operando sobre un principio de lógica pura que le hace ignorar los problemas de trabajar con un villano conocido.
  - Brainiac 5 aparece en el crossover Arrowverso Elseworlds. Parece ayudar a Superman a luchar contra John Deegan en la forma de un Superman con traje negro. Cuando Deegan convoca a un A.M.A.Z.O., Brainiac 5 lucha contra el A.M.A.Z.O. y lo derrota.
  - La hermana mayor de Rath, Meaghan, interpretó a una femenina Brainiac 5 en la temporada 5 de Supergirl.[29] Hizo su primera aparición en el episodio del 19 de enero de 2020, "The Bottle Episode", en el que fue descrita como una versión de Brainiac 5 de una Tierra alternativa. El episodio también presentó varias otras versiones de Brainiac 5 que se asemejan al personaje de Rath, también de Tierras alternativas.

#### Animado
- Brainiac 5 hizo una aparición en cameo sin voz en Superman: The Animated Series. En el episodio "Chicos Nuevos en el Pueblo", él habla con su compañera de equipo, Triplicate Girl. En el momento de su debut no estaba claro si, de hecho, utilizó su nombre de pila o tenía alguna conexión con Brainiac. Sin embargo, su disfraz incluía un símbolo de cofre que comprendía tres círculos que formaban un triángulo invertido. Esto se parecía mucho a los discos en la frente animada de Brainiac (y su icono cuando era un programa de computadora), sugiriendo algún tipo de conexión entre ellos. Fue revelado en el comentario sobre Superman: The Animated Series Vol. 3 la caja de DVD estableció que este personaje era de hecho Brainiac 5.

- Brainiac 5 aparece en Liga de la Justicia Ilimitada en el episodio "Lejos del Hogar", con la voz de Matt Czuchry. Al igual que su contraparte del cómic, Brainiac 5 usa su cinturón de campo de fuerza característico, que lo protege del ataque de los Cinco Fatales. Se revela que Brainiac aprendió a pasar su código biológicamente y creó Brainiac 5 como un ser orgánico. Desafortunadamente para Brainiac, Brainiac 5 rechazó el mal y se unió a la Legión de Super-Héroes. En este episodio, trae a Flecha Verde, Supergirl y Linterna Verde hacia el futuro para ayudarlo a luchar contra los Cinco Fatales. En el corto tiempo después de conocerse, Brainiac 5 y Supergirl se enamoran. Después de que los Cinco Fatales sean derrotados, Supergirl elige permanecer en el futuro con él y la Legión. De vuelta en el presente, Superman recibe un mensaje holográfico explicando por qué se quedó Supergirl, diciendo "Conocí a este chico..." El episodio terminó con Superman preguntando quién es este chico.[30]

- Brainiac 5 aparece en la serie Legión de superhéroes, con la voz de Adam Wylie. Él es un miembro central de la Legión de Super-Héroes. Esta versión es Coluan, un organismo cibernético basado en nano que no solo posee inteligencia de nivel 12, sino que puede asumir una forma humana. Su forma humana también puede alterar su forma para crear herramientas y armas o transformarse en una gran forma de robot de batalla, muy parecido al miembro de la Legión de reinicio, Gear. Su núcleo de inteligencia artificial se basa en el Brainiac 1.0 original, del que trata de distanciarse lo mejor posible. A diferencia de muchas versiones en las que se lo describe como frío e insensible, esta versión es considerablemente más emocional. En la primera temporada, a menudo parece ansioso por probarse a sí mismo ante sus compañeros de equipo mayores, particularmente el Superman original; Brainiac 5, a diferencia de su antepasado villano, idolatra a Superman. Sin embargo, su alto intelecto y su naturaleza emocional a menudo le causan conflictos internos; por ejemplo, idolatra a Superman, pero sabe intelectualmente que no puede revelar muchas de las cosas que sabe que yacen en el futuro para Superman una vez que sea devuelto a su propio tiempo, ya que el conocimiento de Superman sobre sus eventos futuros podría cambiar lo que es, para la historia de la Legión. En los episodios de la segunda temporada "Chained Lightning" y "Message in a Bottle", Brainiac 5 crece cerca de Shrinking Violet; sin embargo, cuando terminó la serie, se desconoce si fue un romance intencionado o no. Parece tener sentimientos hacia el propio Superman, debido a la simulación que produjo que lo involucró a él y a Superman en el estreno de la segunda temporada y en muchos otros incidentes de la serie. En el estreno de la segunda temporada, Superman X (un clon de Superman del siglo 41) insinúa que algún día Brainiac 5 será responsable de algo terrible en el futuro. La fase de inicio se produce en el episodio "Message in a Bottle", cuando Brainiac 5 se vio obligado a acceder a los datos de Brainiac que había estado observando Brainiac 5 desde que entró en línea. Brainiac 5 viaja dentro de sí para encontrarse con su antepasado, donde se le ofrecen datos del Brainiac original. Brainiac 5 acepta con firmeza el "regalo" de los datos que necesitaba para detener a Imperiex de su antepasado, quien insinuó que "abre nuevas vías de posibilidades". Poco después de usar la información que obtuvo para salvar a Kandor y restaurarla a su tamaño original, Brainiac 5 comienza a sufrir daños en los datos como lo pretendía Imperiex desde el principio, volviéndose frío e insensible en el proceso. Una vez completamente bajo la influencia de su antepasado durante el final de la serie "Dark Victory", Brainiac 5 asume una nueva forma en homenaje a su antepasado y deja la Legión para unirse al ejército de Imperiex, tomando el mando después de matar a Imperiex. Una vez que domina la mente de colmena en su mundo natal de Colu con su voluntad, Brainiac 5 intenta traer "orden" al universo, destruyendo a cualquiera que interfiera. Gracias a Superman y Superman X, Brainiac 5 logró recuperar el control sobre sí mismo y dominar a su antepasado. En el proceso, Brainiac 5 se convierte en un ser orgánico puro mientras descarta su armadura robótica. Para hacer frente a este nuevo estado y sus acciones recientes, Brainiac 5 deja la Legión. Las partes robóticas, a su vez, se combinan para formar un nuevo Brainiac malvado, dejando la serie con un cliffhanger, que estaba destinado a terminar hasta que el show se cancelara.
- Brainiac 5 aparece en Young Justice, con la voz de Benjamin Diskin.

### Película
- Brainiac 5 aparece en Justice League vs. The Fatal Five, con la voz de Noel Fisher.[31]
- Brainiac 5 aparece en Legion de Super-Héroes (2023), con la voz de Harry Shum, Jr.[32] Esta versión es un estudiante de la Academia de la Legión, que inicialmente muestra una enemistad con Supergirl. Después de unir fuerzas con la Legión de Super-Héroes para derrotar a Mon-El y el Círculo Oscuro, Brainiac 5 y Supergirl se reconcilian y entablan una relación.

### Videojuegos
- Brainiac 5 se menciona en Injustice: Dioses entre nosotros en el final de Ares, donde la derrota de Superman tiene el efecto opuesto para Ares y se debilita aún más por la paz subsiguiente a la que Ares aprisiona a Brainiac 5 y lo obliga a crear un ciclo de tiempo de los eventos del juego creando un interminable ciclo de conflicto del cual Ares puede alimentarse para siempre.

- Brainiac 5 hace un cameo en Injustice 2, con la voz de Liam O'Brien. Si se utiliza Brainiac en el modo arcade del juego, en el que Brainiac es el jefe final, al final se revela que el personaje jugador era en realidad Brainiac 5, que retrocedió en el tiempo para reparar el miedo que la gente tenía de la raza Coluan en el futuro al derrotar a Brainiac y hacerse pasar por su antepasado. Regresa al siglo 31 donde la Legión de Superhéroes se enfrenta a él por sus acciones, pero todavía están orgullosos de estar de su parte.